# Angoisse à Dublin
Pour plus de détails, voir Fiche technique et Distribution.
Angoisse à Dublin (The Fantasist) est un film britannique-irlando réalisé par Robin Hardy, sorti en 1986.
Le film est inspiré du roman Goosefoot de l'écrivain irlandais Patrick McGinley.

## Fiche technique
- Titre original : The Fantasist
- Titre français : Angoisse à Dublin
- Réalisation : Robin Hardy
- Scénario : Robin Hardy d'après le roman Goosefoot de Patrick McGinley
- Pays d'origine :  Royaume-Uni et  Irlande
- Format : Couleurs - 35 mm - 1,85:1 - Dolby
- Genre : Horreur et thriller
- Durée : 108 minutes
- Date de sortie : 1986

## Distribution
- Moira Sinise : Patricia Teeling
- Christopher Cazenove : inspecteur McMyler
- Timothy Bottoms : Danny Sullivan
- John Kavanagh : Robert Foxley
- Mick Lally : oncle Lar
- Bairbre Ní Chaoimh : Monica Quigley
- Jim Bartley : Hugh Teeling
- Deirdre Donnelly : Fionnuala Sullivan
- Liam O'Callaghan : Farrelly
- Ronan Wilmot : père de Patricia
- May Giles : mère de Patricia
- Se Ledwidge : Patsy Teeling
- Gabrielle Reidy : Kathy O'Malley
- Agnes Bernelle : madame O'Malley
- Seamus Forde : monsieur Mullally